# Cadillac CTS-V
La Cadillac CTS-V est une version haute performance de la Cadillac CTS introduite en 2004.